# Halo: Combat Evolved
Halo: Combat Evolved este un joc video de tip shooter la persoana întâi, dezvoltat de Bungie și publicat de Microsoft Game Studios. Lansat inițial pentru consola Xbox pe 15 noiembrie 2001, jocul a fost ulterior portat pe Microsoft Windows și macOS. Este primul titlu din franciza de succes Halo și este considerat unul dintre cele mai influente jocuri video din toate timpurile.

## Povestea
Halo: Combat Evolved are loc în secolul 26 și se concentrează pe conflictul dintre umanitate și o alianță teocratică de rase extraterestre cunoscută sub numele de Covenant. Jucătorii preiau controlul personajului principal, Master Chief, un super-soldat cunoscut sub denumirea de Spartan, care este însoțit de o inteligență artificială pe nume Cortana.

### Sinopsis
Jocul începe cu nava spațială Pillar of Autumn care se prăbușește pe un inel masiv artificial numit Halo. Halo este o super-armă construită de o civilizație antică cunoscută sub numele de Forerunners. Master Chief și Cortana trebuie să descopere secretele inelului și să împiedice Covenant-ul să folosească Halo pentru a distruge toată viața conștientă din galaxie.

## Gameplay
Halo: Combat Evolved este un shooter la persoana întâi cu mecanici inovatoare pentru timpul său. Jocul combină luptele intense cu vehicule, puzzle-uri și un mediu deschis care încurajează explorarea.

### Caracteristici principale
- Sistem de sănătate și scuturi: Master Chief are un scut regenerativ care absoarbe daunele. Odată ce scutul este distrus, sănătatea personajului scade și trebuie să fie restaurată prin pachete de sănătate.
- Vehicule: Jucătorii pot controla o varietate de vehicule, de la jeep-uri numite Warthog la tancuri și nave de zbor. Aceste vehicule adaugă o dimensiune strategică luptei.
- Arme diverse: Jocul oferă un arsenal variat de arme umane și extraterestre, fiecare cu propriile avantaje și dezavantaje.
- Inteligență artificială avansată: Inamicii din Halo sunt cunoscuți pentru comportamentul lor adaptiv și tactic, ceea ce face luptele mai dinamice și provocatoare.

## Multiplayer
Halo: Combat Evolved a revoluționat modul multiplayer pe console. Jocul include moduri multiplayer competitive și cooperative, permițând jucătorilor să joace împreună prin intermediul ecranului divizat sau al unei rețele locale.

### Moduri de joc
- Deathmatch: Jucătorii se luptă unul împotriva celuilalt într-un mod de joc free-for-all.
- Capture the Flag: Echipele concurează pentru a captura steagul adversarilor și a-l aduce înapoi în baza lor.
- Oddball: Jucătorii trebuie să dețină o craniul pentru cât mai mult timp posibil pentru a câștiga puncte.
- King of the Hill: Jucătorii sau echipele trebuie să controleze o zonă specifică pentru a câștiga puncte.

## Dezvoltare
Halo: Combat Evolved a fost inițial conceput ca un joc de strategie în timp real pentru Mac și Windows. După achiziția Bungie de către Microsoft în 2000, jocul a fost transformat într-un shooter la persoana întâi și dezvoltat exclusiv pentru consola Xbox.

### Echipa de dezvoltare
- Jason Jones: Co-fondator al Bungie și director de proiect pentru Halo.
- Alex Seropian: Co-fondator al Bungie și producător executiv.
- Marty O'Donnell: Compunătorul coloanei sonore iconice a jocului.

## Lansare și recepție
Halo: Combat Evolved a fost lansat împreună cu Xbox și a jucat un rol crucial în succesul inițial al consolei. Jocul a fost lăudat pentru grafica sa avansată, povestea captivantă și gameplay-ul inovator. A primit numeroase premii și este considerat unul dintre cele mai bune jocuri video din toate timpurile.

### Vânzări și impact
- Vânzări: Până în 2002, jocul a vândut peste 5 milioane de copii la nivel mondial.
- Impact cultural: Halo a influențat profund industria jocurilor video și a contribuit la popularizarea genului FPS pe console. A generat o serie de continuări, spin-off-uri, cărți, benzi desenate și o serie TV.

## Versiuni ulterioare
Halo: Combat Evolved Anniversary a fost lansat în 2011 pentru a sărbători a zecea aniversare a jocului. Această versiune remasterizată include grafică îmbunătățită, suport pentru ecran lat și multiplayer online prin Xbox Live.

## Moștenire
Halo: Combat Evolved este un titlu seminal în istoria jocurilor video, care a pus bazele unei francize de succes și a redefinit standardele pentru jocurile de tip shooter la persoana întâi pe console. Cu o poveste captivantă, gameplay inovator și un impact cultural semnificativ, Halo: Combat Evolved continuă să fie apreciat de jucători și critici deopotrivă.